# Armand Cambon
Pour les articles homonymes, voir Cambon.
Armand Cambon est un peintre et conservateur de musée français né le 22 février 1819 à Montauban et mort le 14 janvier 1885 dans la même ville.
Exécuteur testamentaire d'Ingres, il a organisé la présentation de ses œuvres dans le musée Ingres de Montauban.

## Biographie

### Formation
Armand cambon est un cousin éloigné du peintre Jean-Auguste-Dominique Ingres (1780-1867). Son père qui était notaire a accepté qu'il suive des cours de peinture mais exigea qu'il fasse aussi des études de droit. En 1842, après avoir obtenu sa licence de droit, il monte à Paris avec son père, se présente à l'atelier d'Ingres et demande à être son élève. Mais ce dernier travaillant sur un projet hors de Paris l'envoie chez Paul Delaroche. Son père le présente également à Mme de Saint-Yon dont le mari, le général de Saint-Yon a été ministre de la Guerre.
Au retour d'Ingres à Paris, en 1843, il devient son élève sans abandonner l'atelier de Delaroche. Il fréquente aussi l'atelier de François-Édouard Picot. Il se lie d'amitié avec les peintres Jean-Léon Gérôme, Jean-François Millet, Adolphe Yvon, les frères Hippolyte et Paul Flandrin, François Henri Nazon, Auguste Toulmouche et Henri Harpignies.

### Le peintre

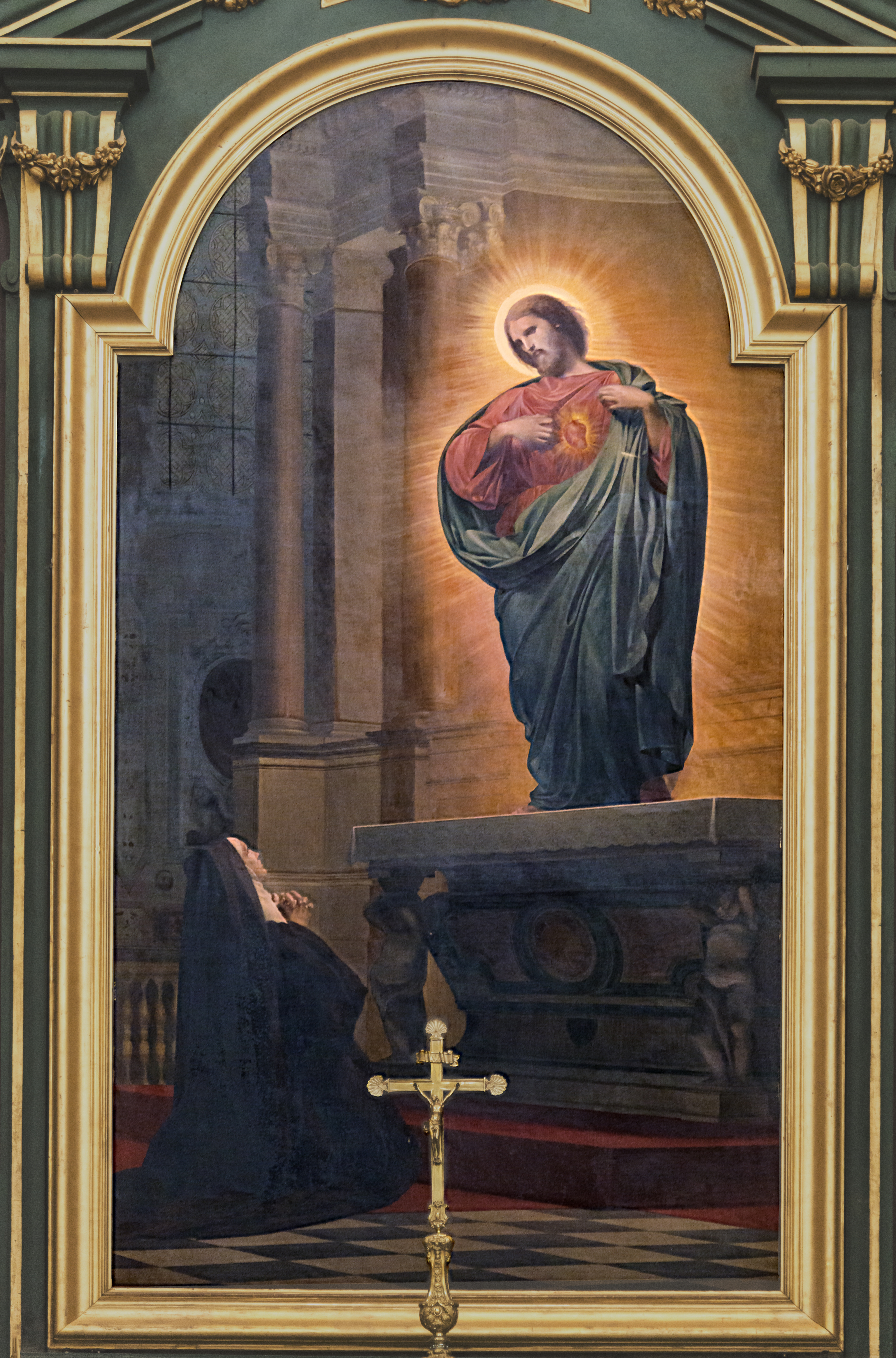
Vision de Marguerite-Marie, religieuse de la Visitation (1863), Montauban, cathédrale Notre-Dame-de-l'Assomption.

Il se présente[Quand ?] sans succès au concours du prix de Rome. Ayant de la facilité à peindre, il a eu le défaut de ne pas travailler son art et de choisir de réaliser des œuvres pleines de charme, agréables et gracieuses, mais sans profondeur.[réf. nécessaire]
Armand Cambon participe à presque tous les Salons de 1846 à 1884. Il y obtient deux médailles en 1863 et 1873, et est mis hors-concours en 1874. Sa peinture Les Saints Anges portant à Dieu les prières des hommes exposée au Salon de 1866 est acquise par la préfecture de la Seine pour l'église Saint-Eustache de Paris. Un tableau exposé au Salon de 1848 est acquis par l'État pour être déposé dans l'église Saint-Étienne-de-Tulmont.
Son tableau de L'Apparition du Sacré-Cœur à sainte Marguerite-Marie est conservé dans le bras sud du transept de la cathédrale Notre-Dame-de-l'Assomption de Montauban.

### Le musée Ingres
Armand Cambon a été un fidèle ami d'Ingres. Il a joué un rôle très important dans la décision du maître de léguer à sa ville natale des objets d'art et quelques tableaux. En effet, si Armand Cambon faisait de nombreux voyages entre Montauban et Paris, Ingres n’est revenu qu’une fois à Montauban, pour un bref séjour d’une dizaine de jours, pour mettre en place Le Vœu de Louis XIII, peint pour la cathédrale.
À partir de 1854, Armand Cambon se consacre à l'organisation du premier musée Ingres, dont il est le premier directeur. Celui-ci qui n'est alors constitué que d'une salle du palais épiscopal. À la mort d'Ingres, il est désigné comme son exécuteur testamentaire. Armand Cambon est chargé d'inventorier et de classer les objets et les dessins composant le fonds des collections du musée Ingres, devenu aujourd'hui le musée Ingres-Bourdelle.
Le musée conserve un fonds de tableaux d'Armand Cambon légués en 1916 par son frère, Gustave Cambon, dans une salle qui lui est dédiée.
Il meurt dans la maison paternelle, à Montauban, le 14 janvier 1885.

## Œuvres dans les collections publiques
- Montauban :
  - cathédrale Notre-Dame-de-l'Assomption : Vision de Marguerite-Marie, religieuse de la Visitation, 1863, huile sur toile.
  - musée Ingres-Bourdelle :
    - Poésie de gloire et poésie d'amour ou  Les deux muses 1846, huile sur toile, Salon de 1849 ;
    - La République, 1848, esquisse, huile sur toile. Un concours est lancé en mars 1848 pour représenter une allégorie de la République afin d'être « reproduite et placée dans les salles des assemblées publiques et municipalités […] ». Le jury choisit une vingtaine d’esquisses, dont celle d’Armand Cambon[3]. Les journées de Juin vont entraîner l'annulation du concours ;
    - La République, 1848, huile sur toile (MID.849.1). Œuvre finale refusée au concours pour la figure de la République.
    - Nymphe endormie, 1850, huile sur toile, Salon de 1850;
    - Portrait de Gustave Cambon, 1851, huile sur toile ;
    - Le Billet, 1851, huile sur toile, Salon de 1859 ;
    - Curieuse ou L'Armoire, 1859, huile sur toile, Salon de 1859 ;
    - Étude de fleurs, vers 1859, huile sur toile, Salon de 1859 ;
    - Galel vers 1864, huile sur toile, Salon de 1864 ;
    - Portrait de l'artiste, 1867, huile sur toile ;
    - Trop tard ou La Lettre, huile sur toile ;
    - La Jeune Fille aux amours, huile sur toile.
    - Deux Etudes de paysage
- Paris, église Saint-Eustache : Les Saints Anges portant à Dieu les prières des hommes, 1866, huile sur toile, Salon de 1866.

Œuvres d'Armand Cambon, Montauban, musée Ingres-Bourdelle
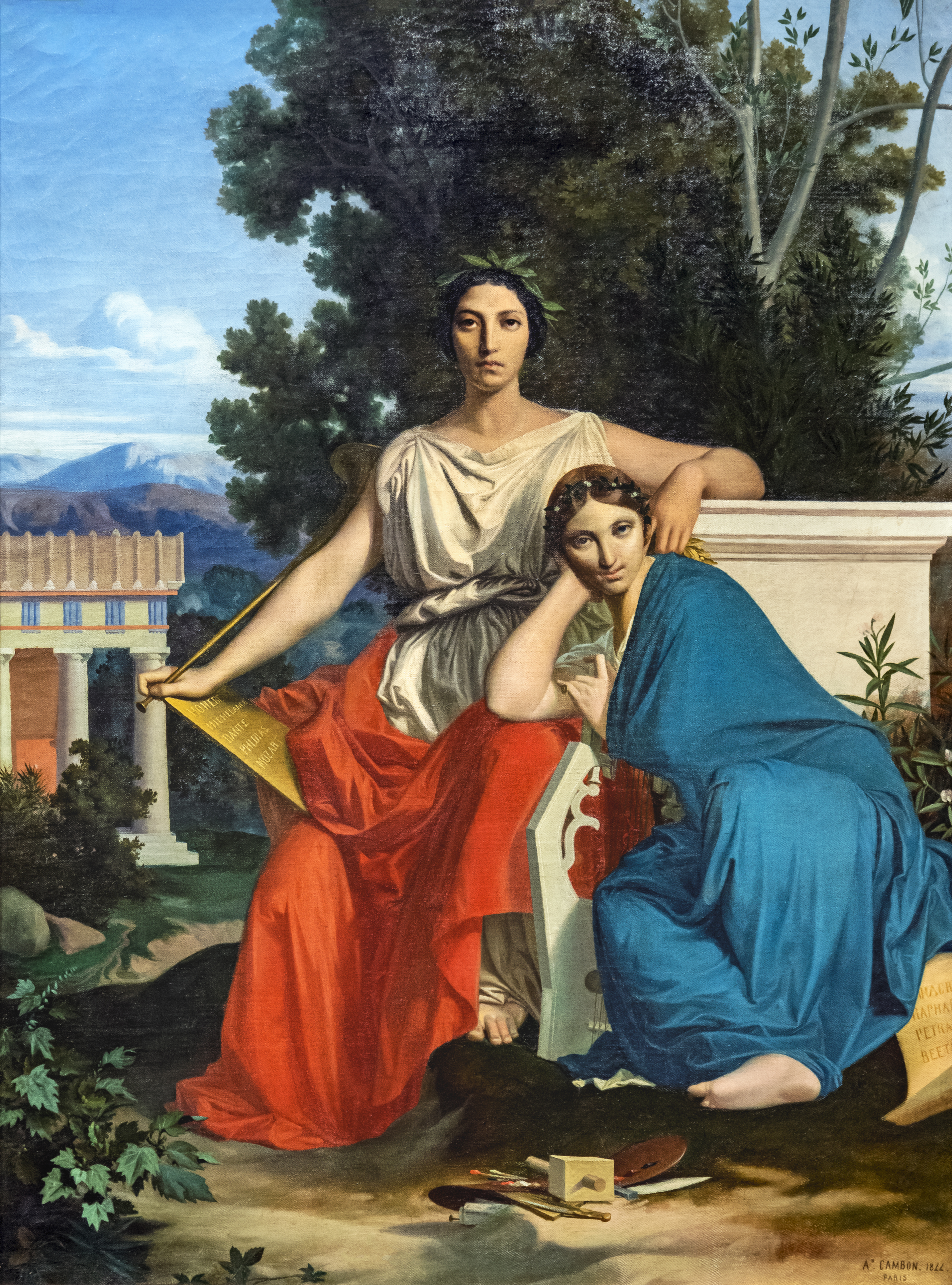
Poésie de gloire et poésie d'amour ou  Les deux muses (1846)
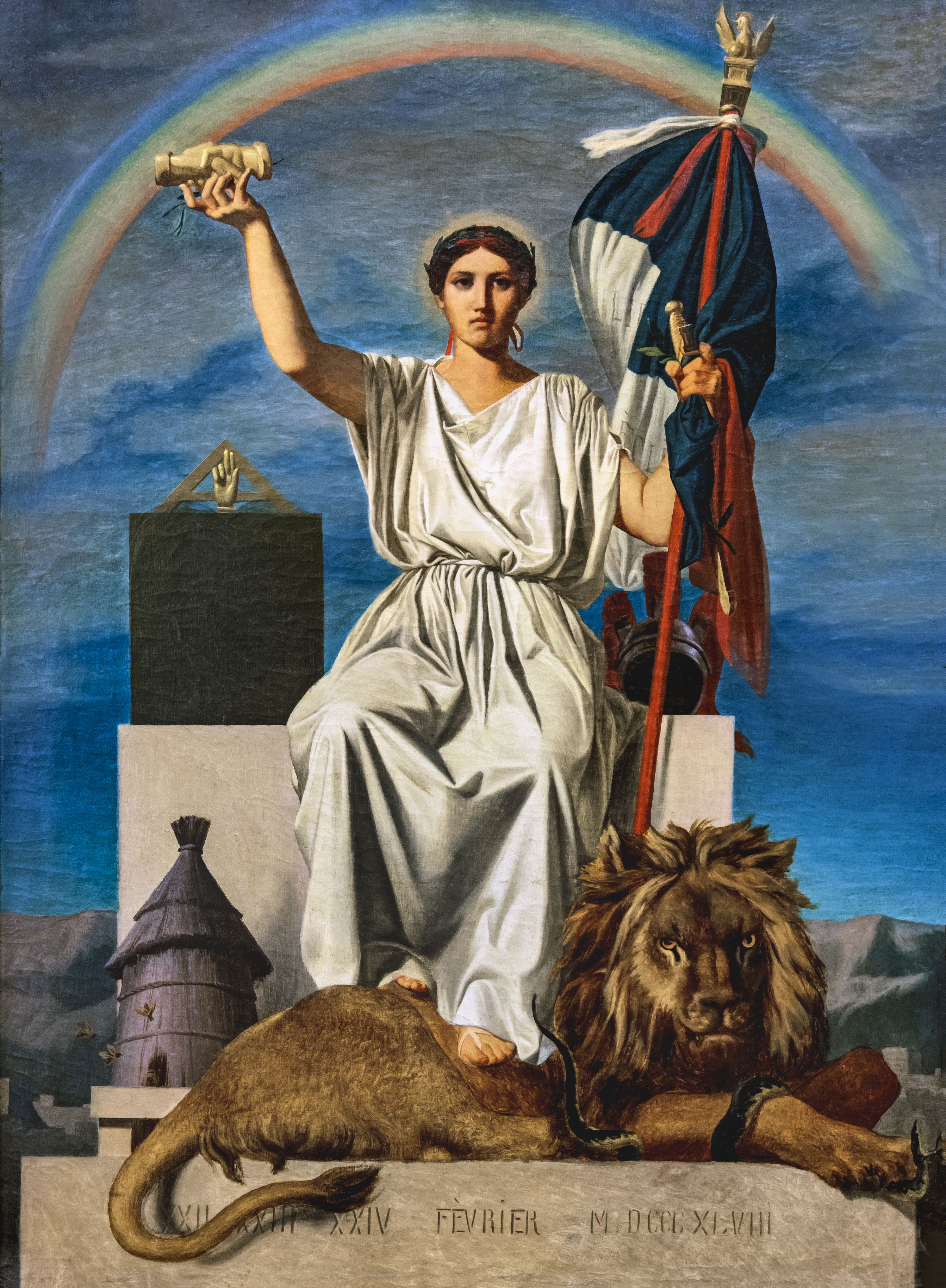
La République (1848), esquisse.
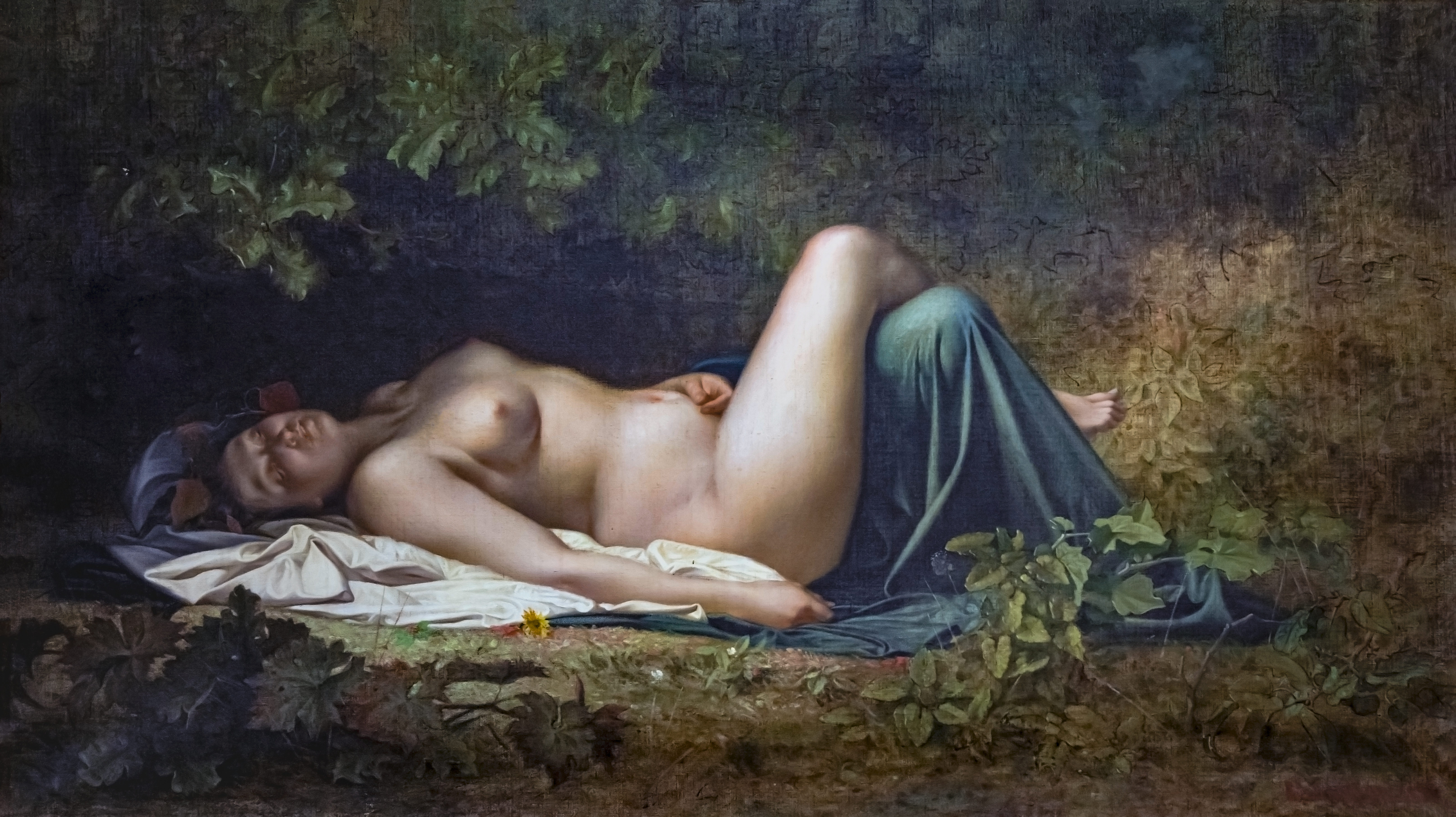
Nymphe endormie (1850)
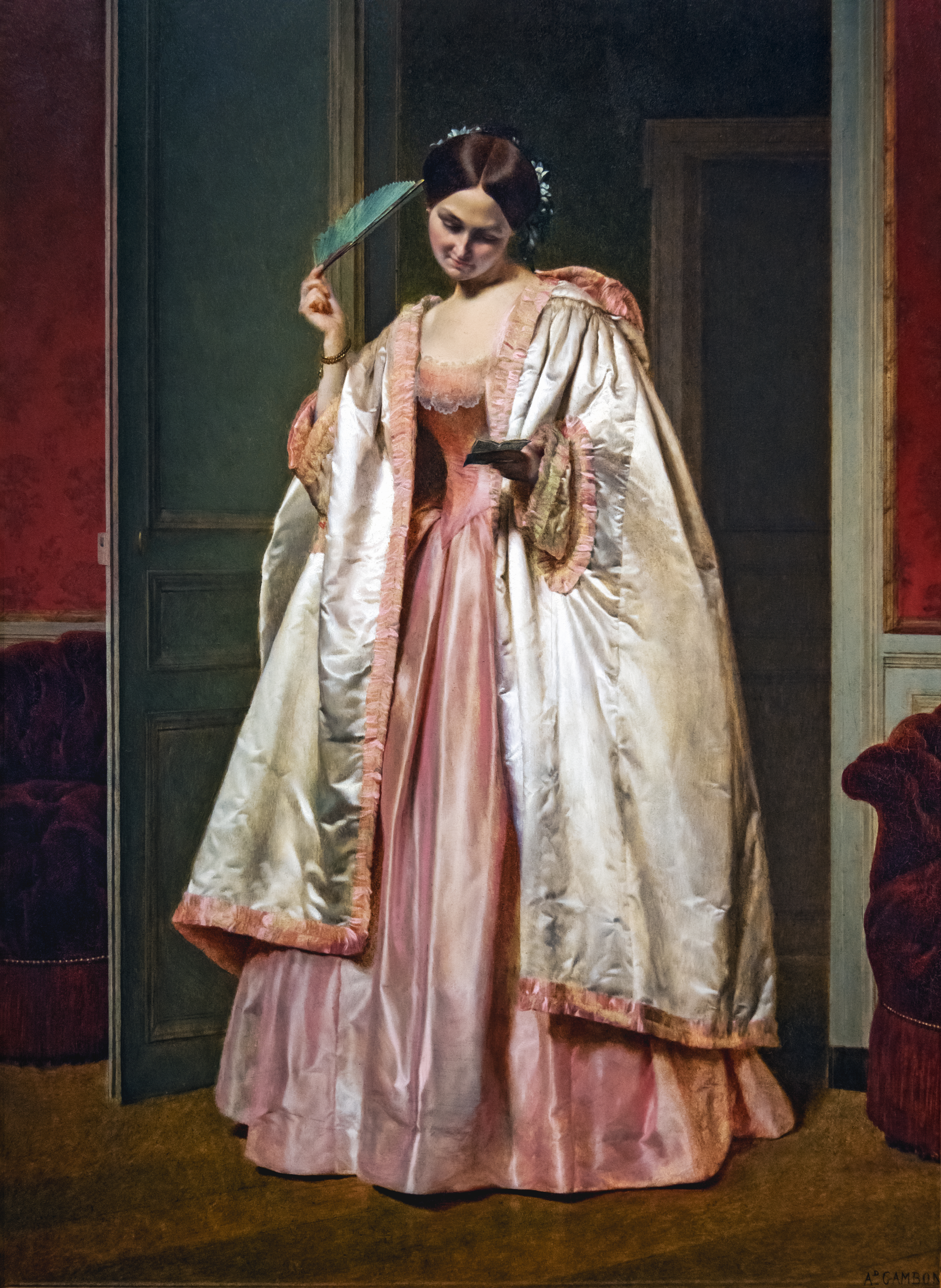
Le Billet (1851).
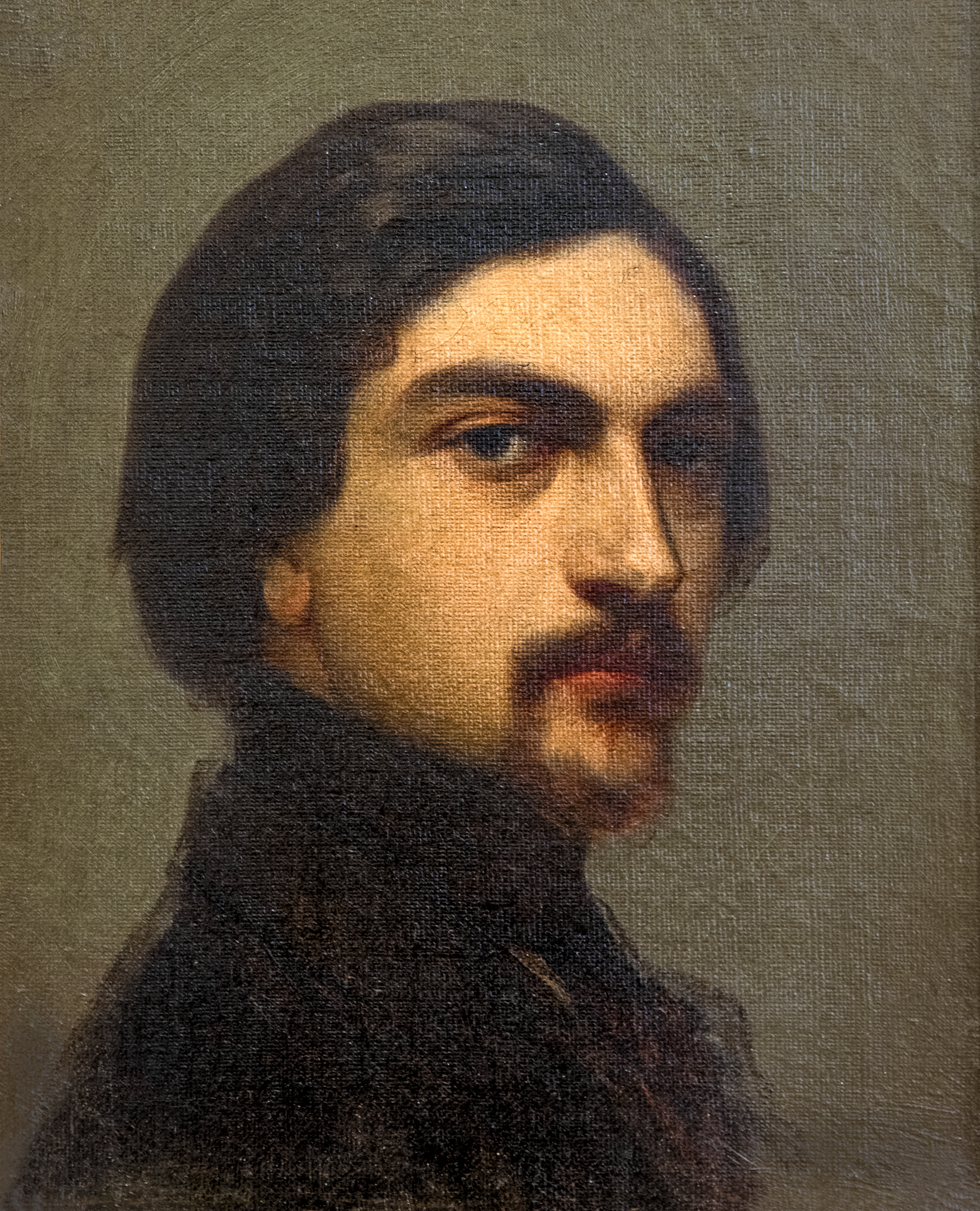
Portrait de Gustave Cambon (1851).
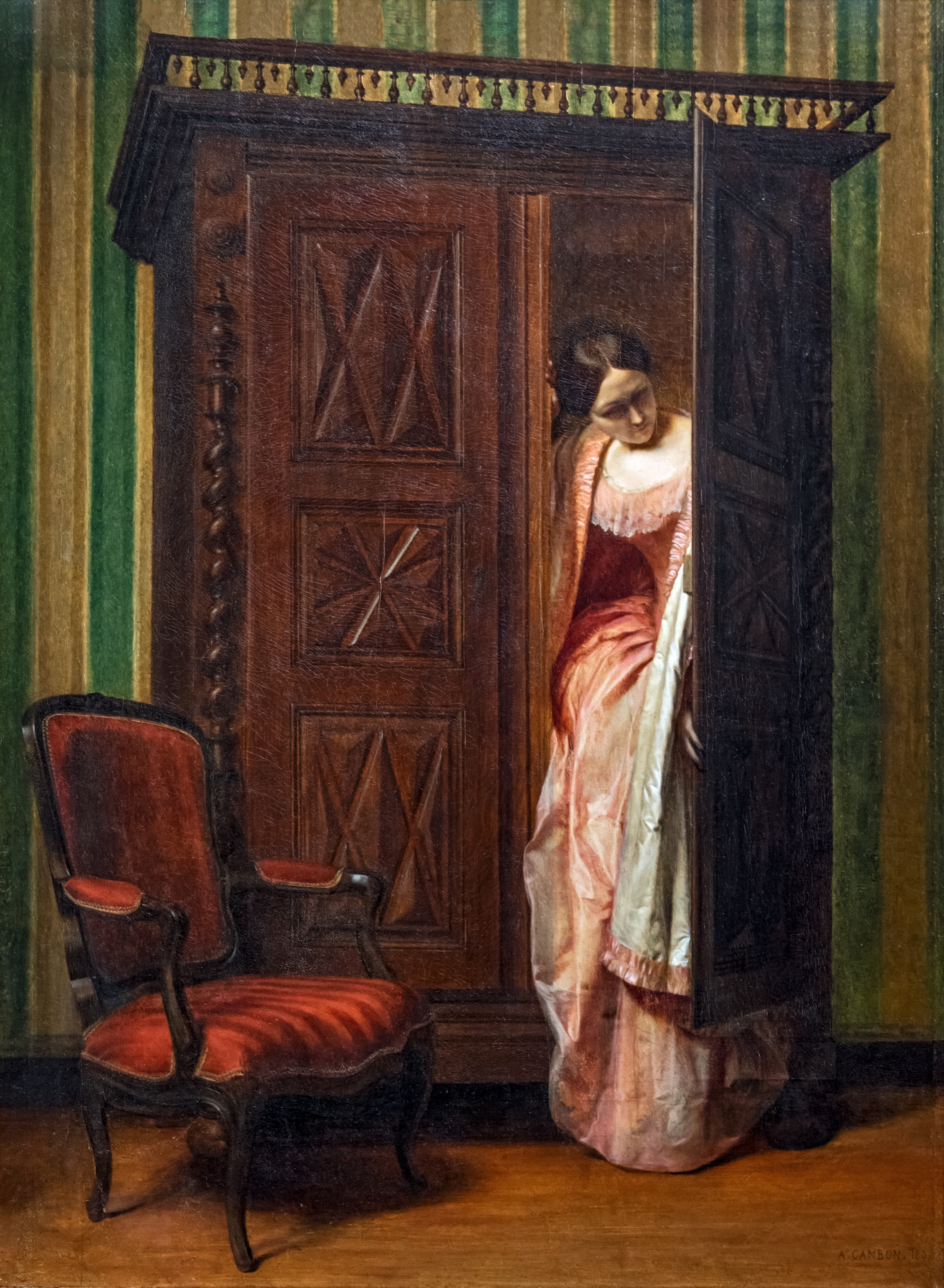
Curieuse ou L'Armoire (1859).
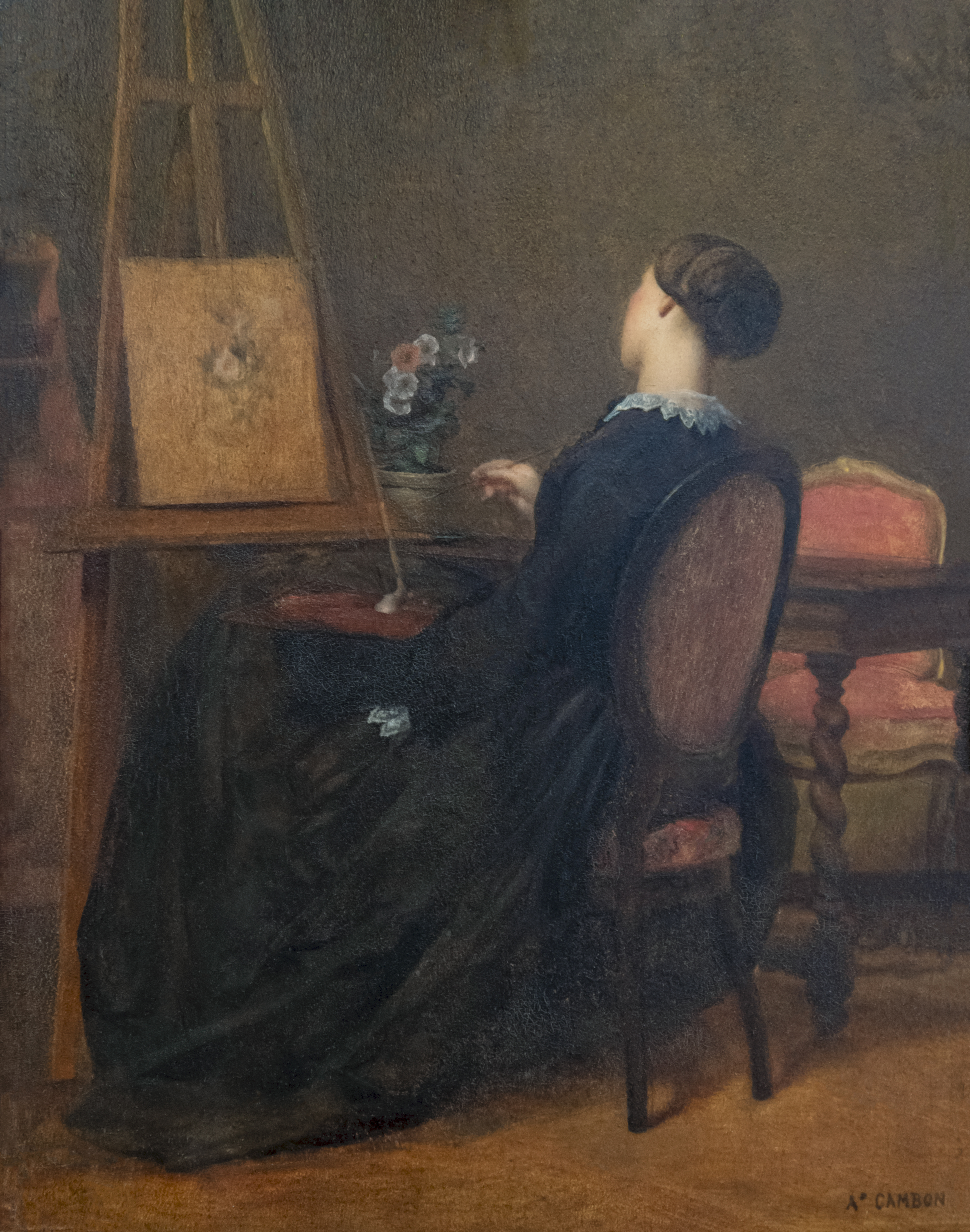
Étude de fleurs (vers 1859).
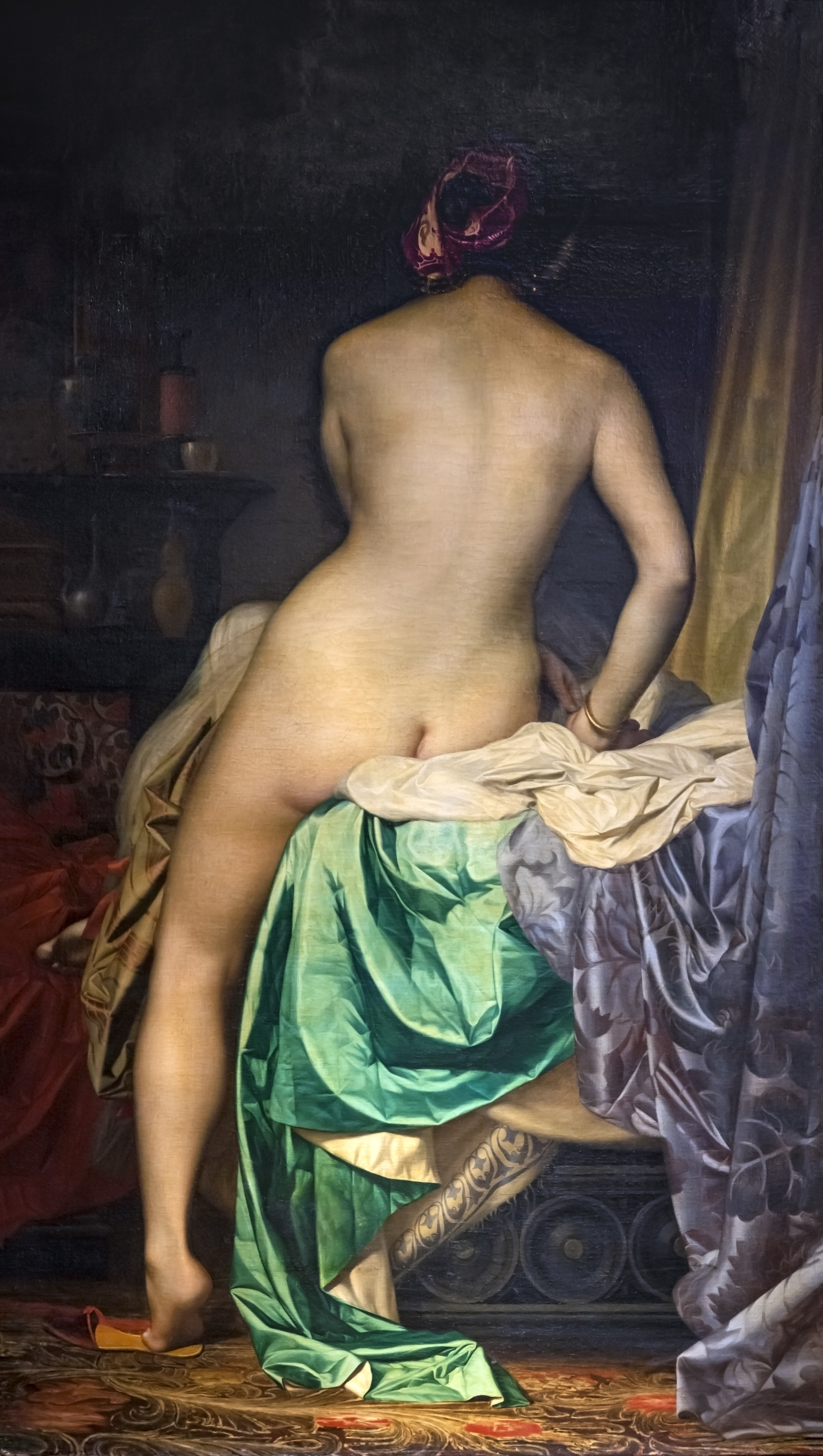
Galel (vers 1864).
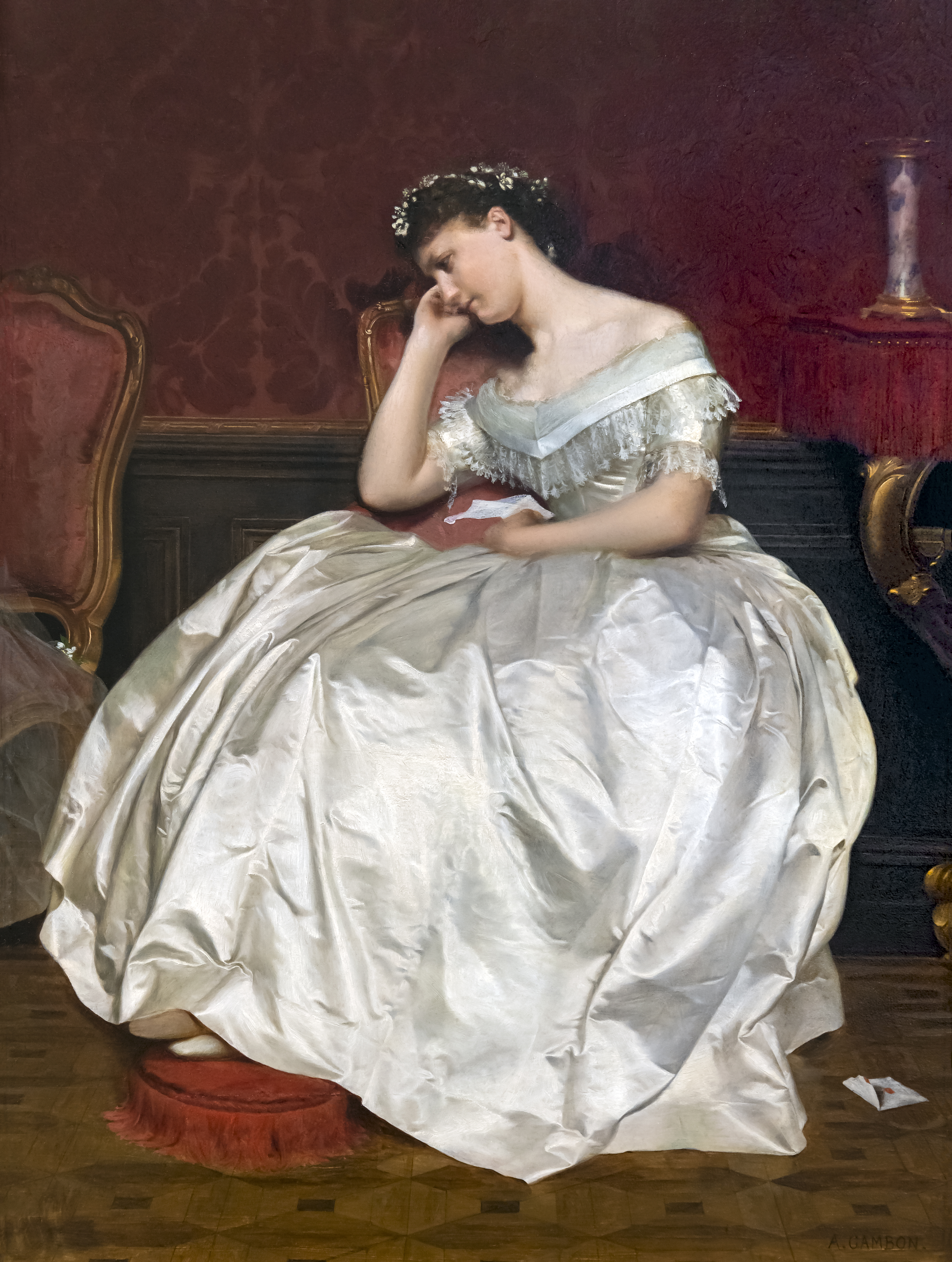
Trop tard ou La Lettre.
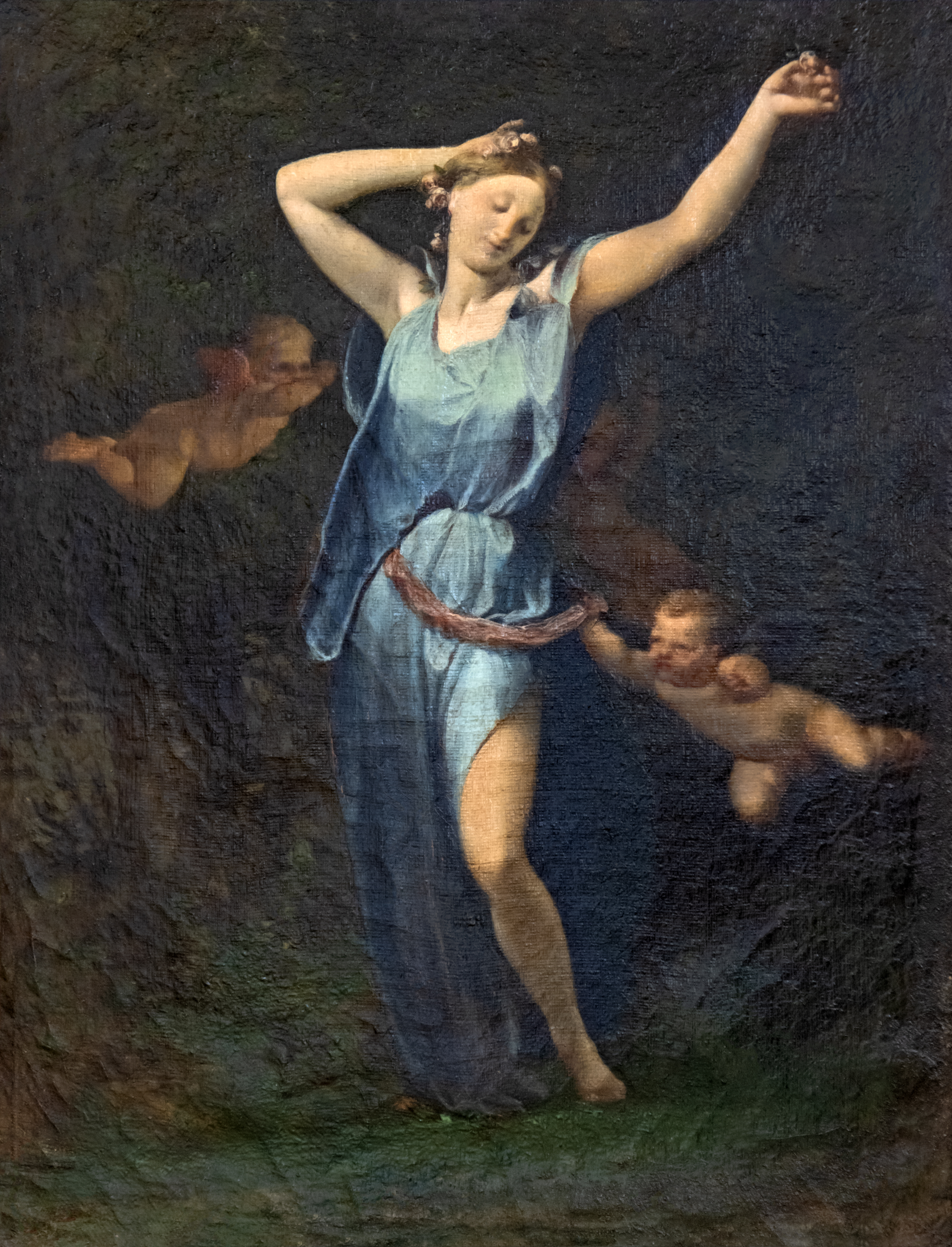
La Jeune Fille aux amours.
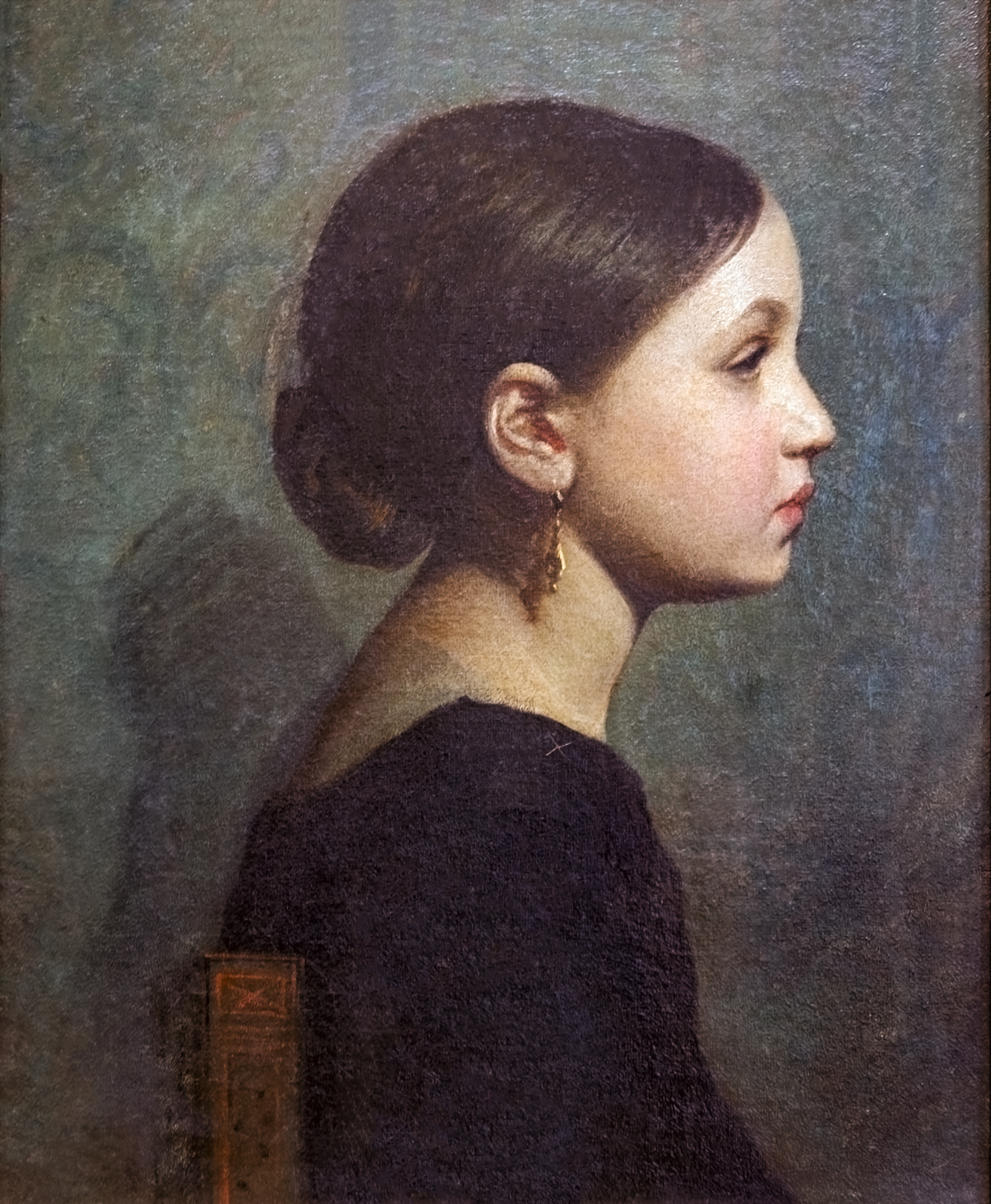
Portrait de jeune fille ou Après le bal.
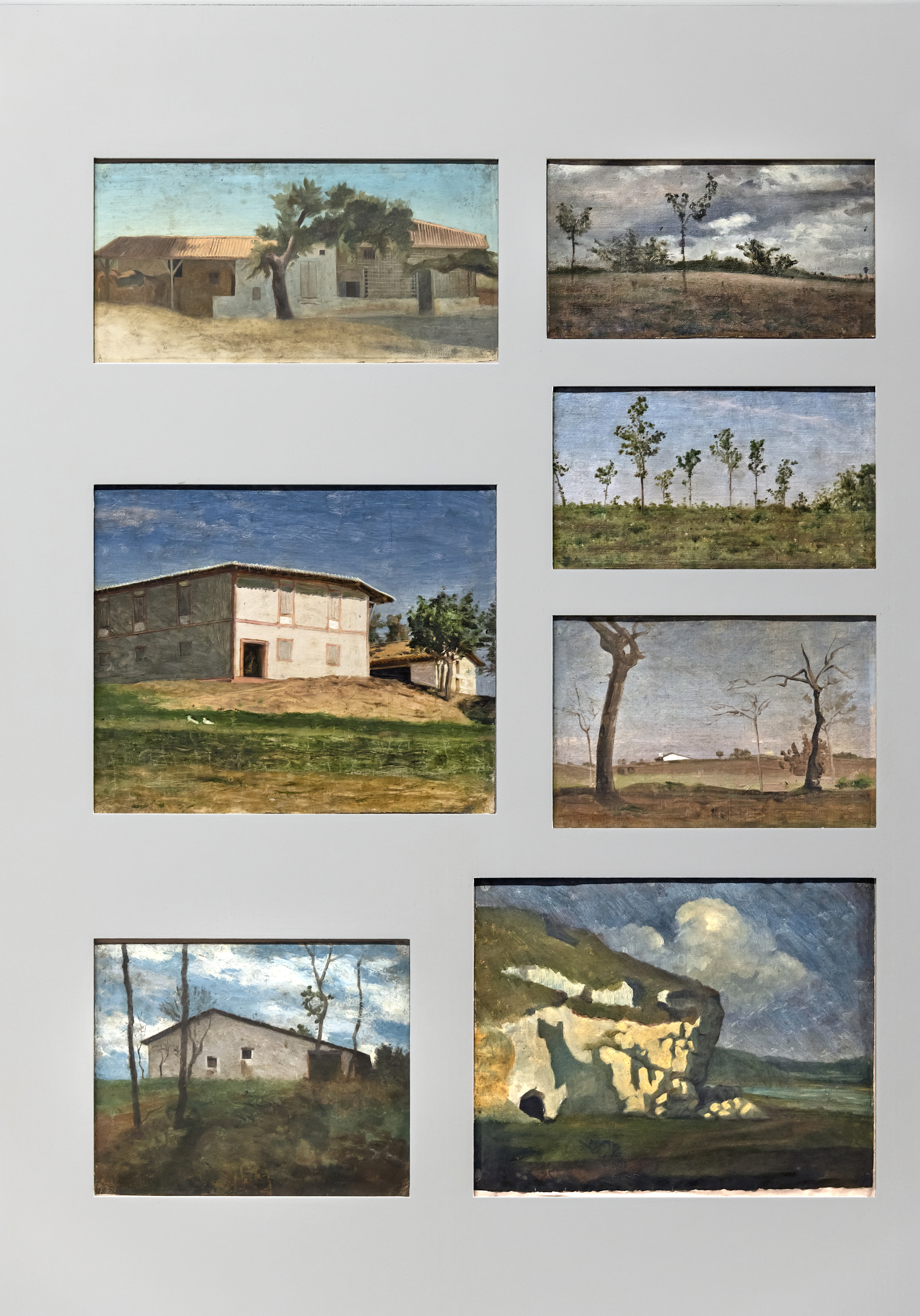
Etudes de paysages MI.16.1.29
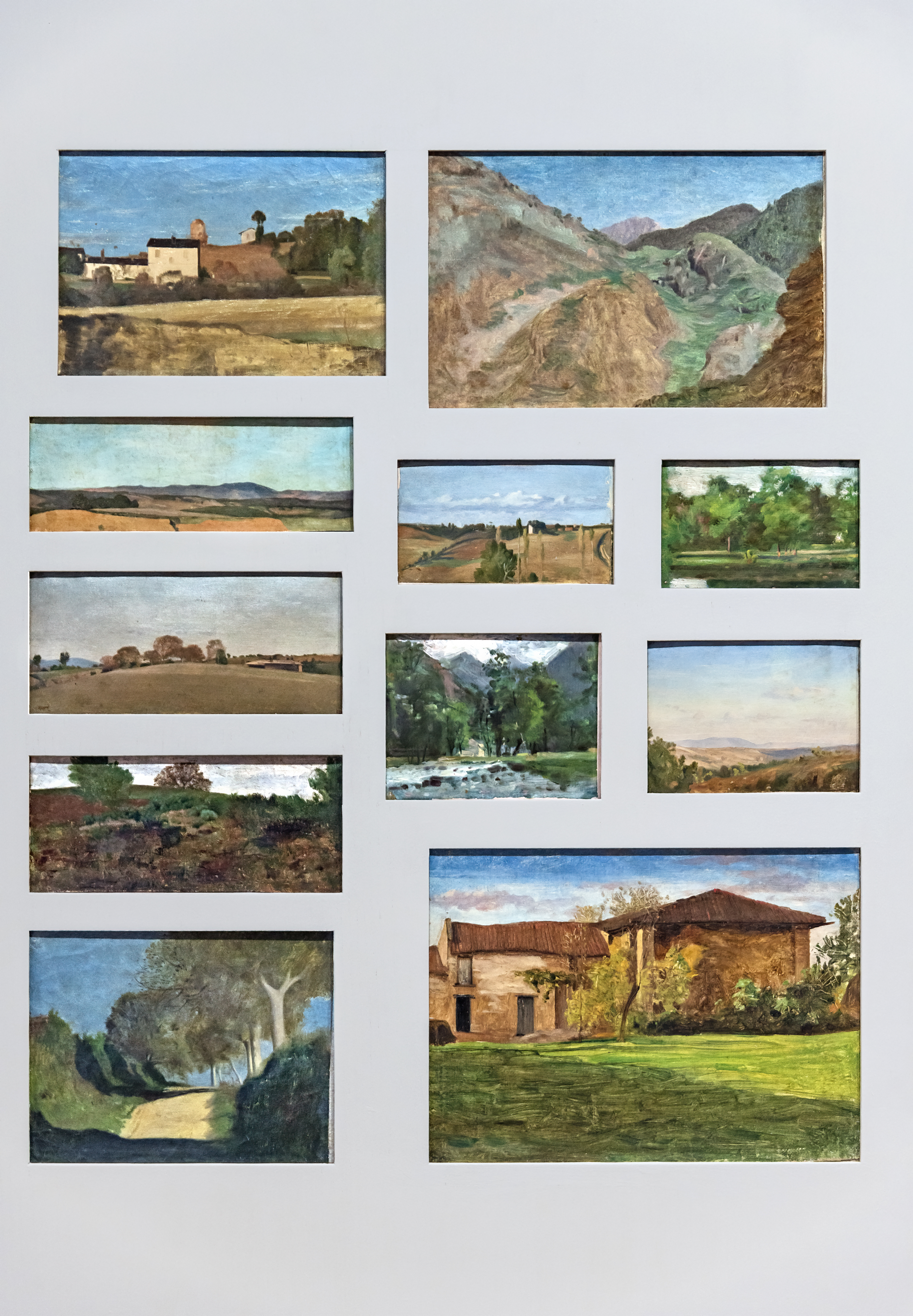
Etudes de paysages MI.16.1.30